# 팬택 베가 아이언 2
팬택 베가 아이언 2(Pantech VEGA IRON 2)는 팬택에서 제조/판매하는 안드로이드 패블릿 스마트폰이다.
2014년 5월 8일 서울 상암동 팬택 R&D센터에서 공개하여, 2014년 5월 12일에 출시되었다.

## 운영체제/소프트웨어

### 안드로이드 4.4 킷캣
안드로이드 4.4.2 킷캣을 탑재하여 출시되었다.

## 연혁
- 2014년 5월 8일 : 팬택 R&D센터에서 공개
- 2014년 5월 12일 : 대한민국 이동통신사 출시

## 색상
- 블랙 골드컷
- 블랙 레드컷
- 블랙 실버컷
- 화이트 샴페인 골드
- 화이트 로즈 핑크
- 화이트 샤이니 실버

## 외형
팬택 베가 아이언을 이어서, 엔드리스 메탈 바디를 채용하였다.
총 6가지 투톤 아노다이징이 가능하며, 메탈 특유의 성질을 잘 표현했다.
또한, 커브트 스피커가 채용되어 디자인에 큰 영향을 주었다.

## 사양
- CPU : Qualcomm Snapdragon 801 (ab) 2.3Ghz Quad Core
- GPU : Adreno 330.(550MHZ)
- RAM : LPDDR3 3GB RAM/32GB Memory
- 운영체제 : Android 4.4.2 KitKat
- 화면 : Super A-MOLED Display, 1920*1080
- 카메라 : Back:13MP, Front:2.1MP Camera
- 통신방식 : LTE-A Network
- 자이로스코프 : 있음

## 특수 기능

### 사용자 인터페이스 관련 기능

#### 디자인 홈
사용자가 GUI 디자인을 직접 디자인할 수 있다.

#### 라이브 업 기능
휴대폰을 들어올릴 때 화면이 켜져 부재 중 전화, 메시지 등을 알려준다.

#### 투데이 기능
오늘의 날씨, 일정, 할 일 등을 한 화면에 보여준다.

### 카메라 관련 기능
- F2.0 렌즈를 탑재하였고 저조도 자동인식 기능으로 사진을 밝게 촬영할 수 있다.
- OIS 카메라 기능으로 사진을 선명하게 찍을 수 있다.
- 4K UHD 동영상과 최대 8배 느린 슬로우 영상을 촬영할 수 있다.

## 경쟁 기종
- 삼성 갤럭시 S5
- 애플 아이폰 5s
- LG G3
- 소니 엑스페리아 Z3